# 索莱罗
索莱罗（義大利語：Solero），是意大利亚历山德里亚省的一个市镇。总面积22.73平方公里，人口1686人，人口密度74.2人/平方公里（2009年）。ISTAT代码为006163。